# Catoptria corsicellus
Catoptria corsicellus là một loài bướm đêm trong họ Crambidae.